# 绍尔特圣伊姆赖
绍尔特圣伊姆赖（匈牙利語：Soltszentimre）是匈牙利南部巴奇-基什孔州所辖的一个村，总面积44.49平方公里，总人口1440，人口密度32人/平方公里（2002年）。地理坐标为46°46′N 19°17′E。